# Санта-Ісабель (вулкан)
Санта-Ісабель (ісп. Santa Isabel або Nevado de Santa Isabel) — щитовий вулкан, розташований в департаменті Толіма, Колумбія, на південний захід від вулкану Невадо-дель-Руїс.

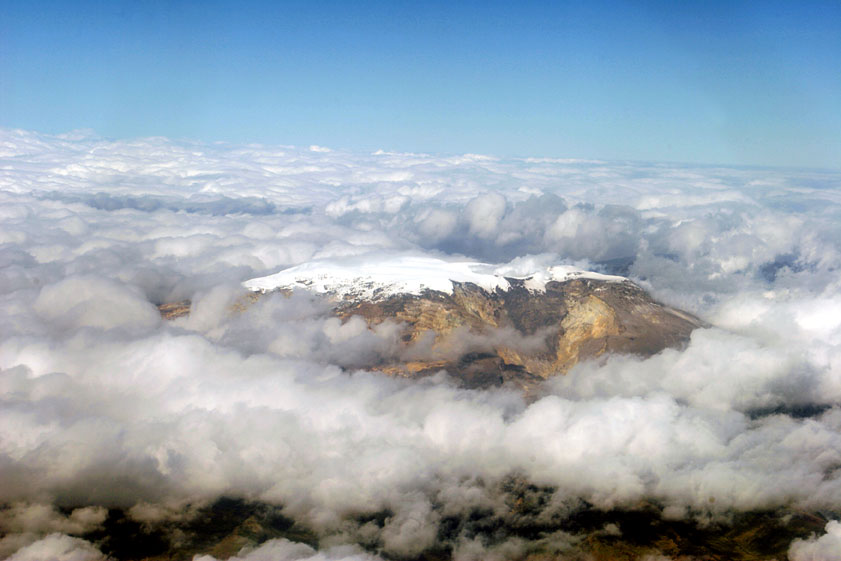
Санта-Ісабель з президентського літака
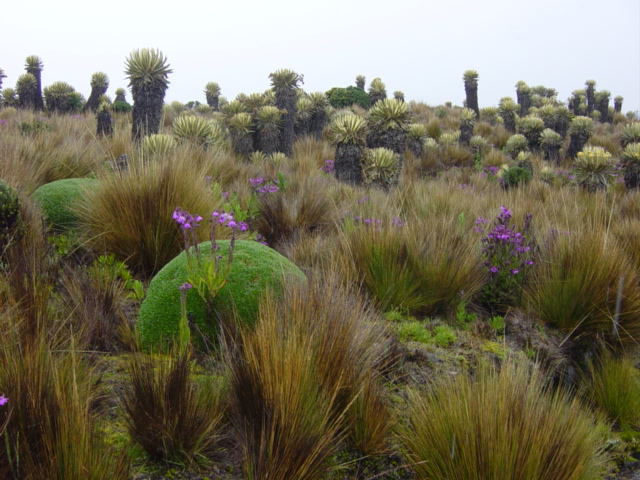
Парамо на схилах Санта-Ісабель
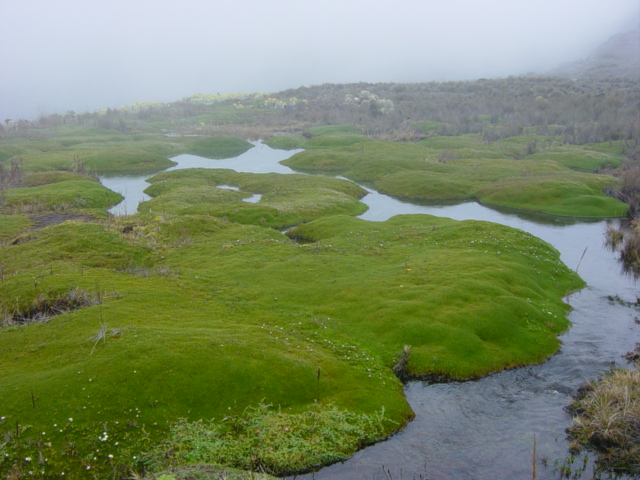
Витік річки на схилах Санта-Ісабель